# Вахтрамяэ, Вахур
Вахур Вахтрамяэ (эст. Vahur Vahtramäe; 24 сентября 1976, Таллин) — эстонский футболист, крайний и центральный полузащитник. Выступал за национальную сборную Эстонии.

## Биография

### Клубная карьера
Воспитанник таллинской футбольной секции «ЛСМК/Пантрид». Взрослую карьеру начал в сезоне 1993/94 в составе таллинской «Нормы», сыграл 5 матчей за сезон, стал серебряным призёром чемпионата Эстонии и обладателем Кубка страны.
С 1994 года в течение десяти лет выступал за клубы, входившие в систему таллинской «Флоры» — клубы из посёлка Лелле, «Тервис» из Пярну, «Валгу», «Тулевик», «Курессааре». За основной состав «Флоры» провёл только один матч, 15 октября 1995 года против «Вапруса» и забил в нём гол. В течение пяти сезонов играл за «Тулевик» (Вильянди), в его составе в 1999 году стал серебряным призёром чемпионата и дважды был финалистом Кубка Эстонии.
С 2004 года некоторое время играл за любительские клубы низших лиг. В ходе сезона 2005 года перешёл в таллинский «Калев», в его составе с 2007 года снова играл в высшем дивизионе. В 2009 году стал лучшим бомбардиром своего клуба с 6 голами, однако «Калев» в том сезоне выступил неудачно, заняв последнее место. Также в 2006 году играл на правах аренды за финский «ХюПС». В 2010—2011 годах выступал за «Пайде ЛМ», но основным игроком не стал, а затем до конца карьеры играл за клубы низших дивизионов.
Всего в высшем дивизионе Эстонии сыграл около 240 матчей и забил 18 голов.

### Карьера в сборной
В национальной сборной Эстонии дебютировал 26 октября 1994 года в товарищеском матче против Финляндии (0:7), заменив на 60-й минуте Мати Пари. Всего в 1994—1996 годах принял участие в 7 матчах национальной команды (три из них были проиграны со счётом 0:7), голов не забивал.

## Достижения
- Серебряный призёр чемпионата Эстонии: 1993/94, 1999
- Обладатель Кубка Эстонии: 1993/94
- Финалист Кубка Эстонии: 1998/99, 1999/00